# Indústria aeroespacial

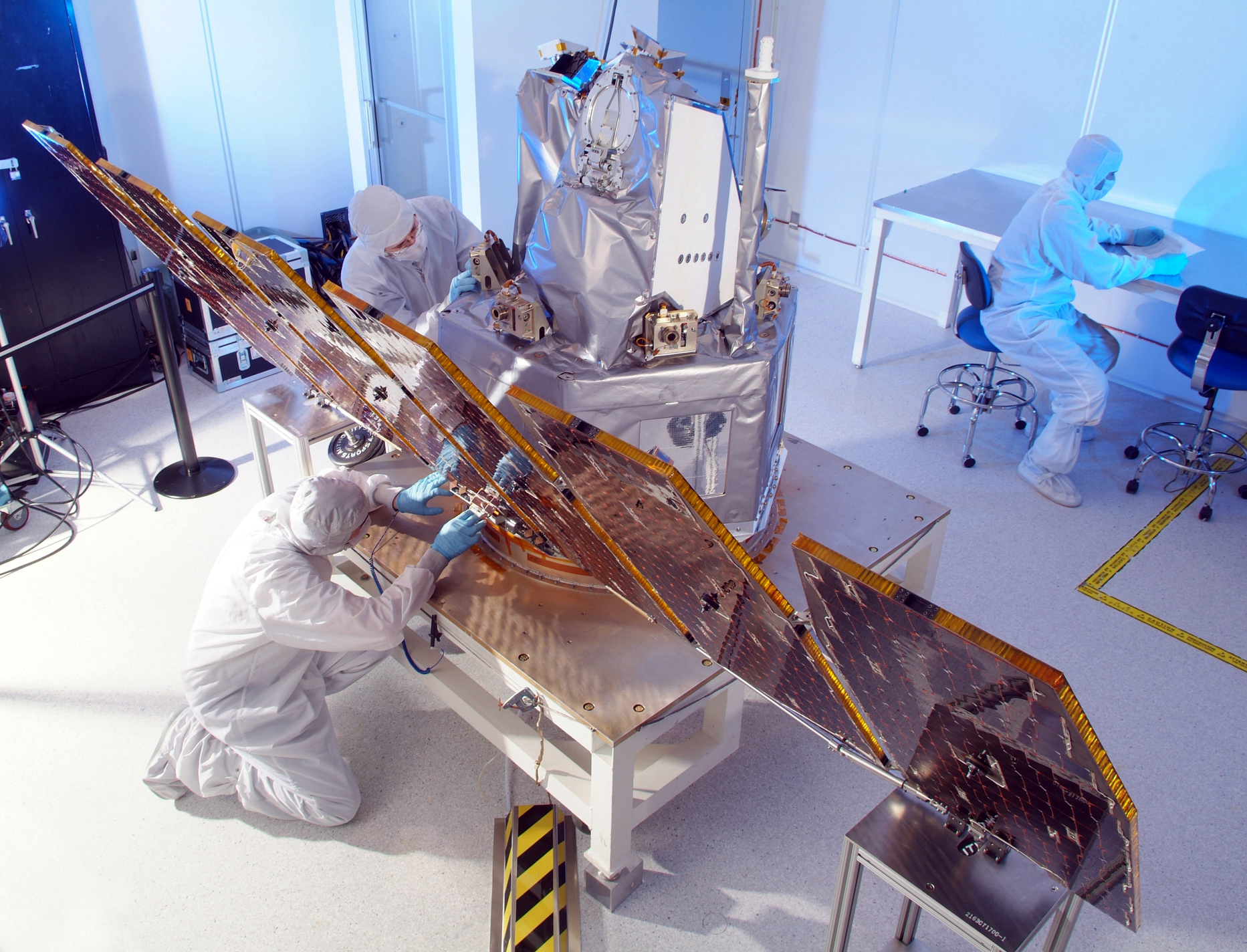
O satélite AIM da NASA, sendo montado numa sala limpa.

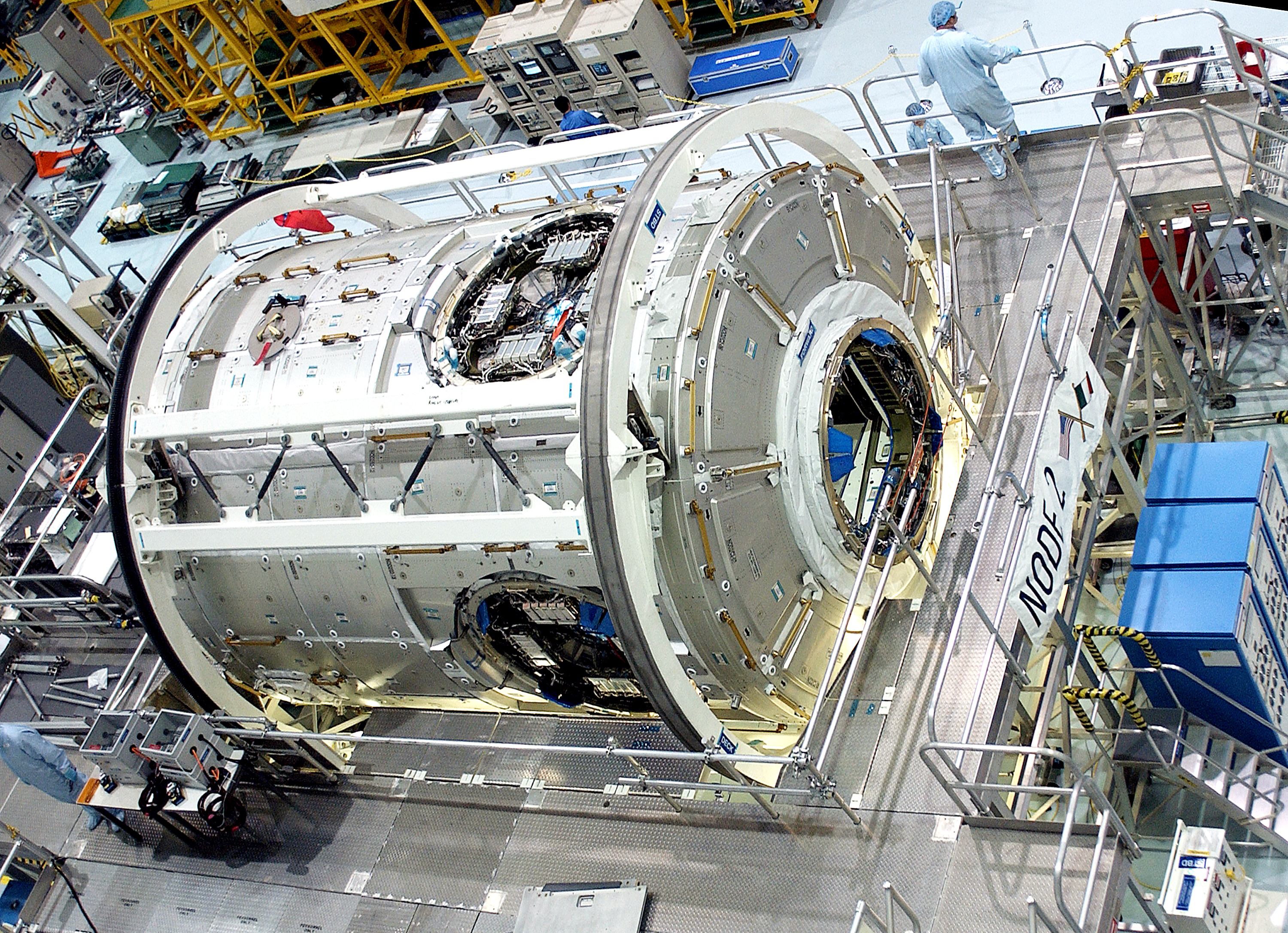
Construção do Módulo Harmony da Estação Espacial Internacional.

Indústria aeroespacial é a atividade industrial envolvida na pesquisa, projeto, fabricação e operação de aviões, foguetes e outros veículos de transporte aéreo e espacial.
A indústria aeroespacial, abrange um campo muito amplo de atividades com aplicações nas áreas comercial, industrial e militar.
Muitas fusões ocorreram nas indústrias aeroespacial e de defesa nas últimas décadas. Entre 1988 e 2010, mais de 5.452 fusões e aquisições ocorreram movimentando um total de US$ 579 bilhões. As maiores transações incuíram: a fusão da Boeing com a McDonnell por US$ 13,4 bilhões em 1996, Marconi Electronic Systems, uma subsidiária da General Electric, foi adquirida pela British Aerospace por US$ 12,9 bilhões em 1999 tornando-se a BAE Systems, e a Raytheon adquiriu a Hughes Aircraft por US$ 9,5 bilhões em 1997.

## Lusofonia

### Brasil
- Departamento de Ciência e Tecnologia Aeroespacial - Fabricante de Foguetes  Pública
- Instituto de Aeronáutica e Espaço - Fabricante de Foguete Pública
- Avibras - Fabricante de Foguetes  Privada
- Instituto Nacional de Pesquisas Espaciais - Fabricante de Satélites Pública